# HAPAG

Bandiera della Hamburg America Line.

La Hamburg Amerikanische Paketfahrt Aktien-Gesellschaft (HAPAG), solitamente indicata con il termine inglese Hamburg America Line, è stata una compagnia armatrice tedesca.

## Storia
Fondata nel 1847 ad Amburgo da un gruppo di investitori locali tra cui Adolph Godeffroy, Ferdinand Laeisz, Carl Woermann, August Bolten. Nei primi anni la compagnia collegava l'Europa con i porti nordamericani di Hoboken e New Orleans. Negli anni seguenti, sotto la direzione di Albert Ballin le attività crebbero fino a stabilire rotte che dalla Germania partivano per tutti i continenti.
Il 13 maggio del 1939 un transatlantico della Hapag, il St. Louis, salpò da Amburgo con un carico di 937 persone, quasi tutti ebrei in fuga dall'oppressione nazista. La direzione era Cuba ma, nonostante le promesse ed i tentativi di soluzione del problema, solo alcune decine di persone riuscirono a sbarcare. Rifiutati anche dagli Stati Uniti, la nave ritornò verso l'Europa e gli ebrei furono divisi tra Olanda, Belgio, Francia e Gran Bretagna. Nei primi tre di questi paesi, occupati dai tedeschi durante la guerra, essi subirono la stessa sfortunata sorte degli altri ebrei e si calcola che circa 600 di essi siano finiti nei campi di sterminio e siano sopravvissuti in pochissimi.
Nel 1970 la compagnia si è fusa con la grande rivale Norddeutscher Lloyd per formare la Hapag-Lloyd.

## Navi celebri
- SS Deutschland (Nastro Azzurro dal 1898 al 1900)
- SS Prinzessin Victoria Luise
- SS Vaterland
- SS Bismarck
- SS Imperator
- SS Augusta Victoria
- SS Albert Ballin